# 山縣熙
山縣 熙（やまがた ひろし、1938年11月25日-　）は、日本の美学者、神戸大学名誉教授。
和歌山県生まれ。1964年東京大学大学院人文科学研究科修士課程（美学）修了。73年同博士課程退学。69－72年フランス政府給費留学生としてパリ第10大学（ナンテール）留学。神戸大学文学部教授、2001年退官、名誉教授、大阪芸術大学文芸学科教授、学科長、大学院芸術研究科教授、研究科長。2017年退任。

## 著書
- 『劇作家サルトル』作品社 2008
- 『語る言葉、起つ言葉』蜘蛛出版社 1989
- 『芸術学フォーラム 7 文芸・演劇の諸相』天野文雄、森谷宇一共編　勁草書房 1997
- 『イメージ――その理論と実践――』淺沼圭司、籔亨、共編著 晃洋書房 2017

### 翻訳
- ミケル・デュフレンヌ『人間の復権をもとめて 構造主義批判』法政大学出版局(りぶらりあ選書) 1983
- Ch.バトゥー『芸術論』玉川大学出版部(近代美学双書) 1984
- É.ジルソン『絵画と現実』佐々木健一, 谷川渥共訳 岩波書店 1985
- ピエール・ブルデュー監修『写真論 その社会的効用』山縣直子共訳 法政大学出版局(叢書・ウニベルシタス)1990
- ジャン=フランソワ・リオタール『異教入門 中心なき周辺を求めて』法政大学出版局(叢書・ウニベルシタス　2000
- ジル・ドゥルーズ『感覚の論理 画家フランシス・ベーコン論』法政大学出版局 2004